# Cereopsius luhuanus
Cereopsius luhuanus là một loài bọ cánh cứng trong họ Cerambycidae.